# 41 (număr)
41 (patruzeci și unu) este numărul natural care urmează după 40 și este urmat de 42.

## În matematică
- 41 este al 13-lea număr prim. Formează o pereche de numere prime gemene cu numărul 43. Formează și o pereche de numere prime verișoare cu 37 (diferența dintre cele două numere este de patru unități).[1]
- Este un număr prim aditiv.[2][3]
- Este un număr prim bun.[4][5]
- Este un număr prim Eisenstein fără parte imaginară și partea reală de forma 3n − 1.[6]
- Este un număr prim elitist[7][8]
- Este un număr prim Euler[9][10]
- Este un număr prim Pell.[11][12]
- Este un număr prim plat.[13][14]
- Este un număr prim Ramanujan.[15][16]
- Este un număr prim Solinas.[17][18]
- Este un număr prim Sophie Germain.[19][20]
- Este un număr prim tare.[21][22]
- Este suma primelor șase numere prime consecutive (41 = 2 + 3 + 5 + 7 + 11 + 13). Este suma altor trei numere prime: 41 = 11 + 13 + 17.
- Este suma a două pătrate perfecte: 41 = 42 + 52.
- Este un număr centrat pătratic.[23]

## În știință
- Este numărul atomic al niobiului.[24]

### Astronomie
- NGC 41 este o galaxie spirală în constelația Pegasus.
- Messier 41 este un roi deschis din constelația Câinele Mare.
- 41 Daphne este o planetă minoră.
- 41P/Tuttle-Giacobini-Kresák este o cometă periodică din sistemul solar.

## Alte domenii
- Este codul de țară UIC al Albaniei.[25]